# Pustelniki (Litwa)
Pustelniki (lit. Pūstelninkai) − wyludniona wieś na Litwie, w rejonie wileńskim, 5 km na północny zachód od Duksztów.

## Historia
W dwudziestoleciu międzywojennym leżały w Polsce, w województwie wileńskim, w powiecie wileńsko-trockim, w gminie Mejszagoła.
Po II wojnie światowej w granicach Związku Sowieckiego. Od 1991 na niepodległej Litwie.